# Ismael Gaião
Ismael Gaião da Costa (Condado, 7 de maio de 1961) é um escritor, poeta declamador, cordelista e contador de causos pernambucano. Filho de João Aurélio da Costa e Maria José Gaião da Costa. Reside atualmente no Recife e em Condado - PE. Engenheiro Agrônomo, MSc e Dsc em Melhoramento Genético de Plantas pela UFRPE. É membro da Direção da União Brasileira de Escritores – UBE, gestões 2019/2022, onde integra a equipe de declamadores e filiado à União Carpinense de Escritores e Artistas - UCEA. É membro da Academia Internacional de Literatura e Arte - AILA, assumindo a cadeira nº 63 e tendo como Patrono Patativa do Assaré. Integrante do Clube de Leitura e Arte de Goiana - PE. Tem atuação efetiva na da Literatura de Cordel desde 1989, tendo mais de 85 (oitenta e cinco) cordéis publicados.

## Biografia
Em 2009, participou da FENEARTE (Feira Nacional de Negócios do Artesanato), sendo o 5° autor que mais vendeu folhetos de cordel.
Em 2009, seu poema Menino de Rua venceu a 4ª RECITATA, promovido pela Prefeitura do Recife.
Em 2010, foi um dos poetas a participar da Flicordel, em Porto de Galinhas.
Recebeu placa de Honra ao Mérito da Reitoria da Universidade Federal Rural de Pernambuco, sendo considerado “um ator cultural de extremo valor da UFRPE”, no Dia dos Pais, em 2011.
Foi estudado na Dissertação “INFORMAÇÃO E MEMÓRIA NA LITERATURA DE CORDEL: produção e fluxo”, de Vania Ferreira da Silva, no Programa de Pós-Graduação em Ciência da Informação da Universidade Federal de Pernambuco (UFPE), para o título de Mestre em Ciência da Informação, 2012.
Em outubro de 2013, lançou 4 cordéis na IX Bienal Internacional do Livro de Pernambuco.
Seu poema “No tempo da minha infância” foi incluído na Revista da Academia Piracicabana de Letras, Ano V – Nº 8 – Piracicaba – SP, novembro de 2013.
Em 1 de outubro de 2015, em programação associada à FLIPO 2016, proferiu uma palestra sobre a poesia de cordel por ocasião do III Congresso Mundial de Engenheiros Escritores, na sede da União Brasileira de Escritores (UBE-PE).

### Livros
- 2011 - "Uma Colcha – Cem Retalhos", (CEPE - Companhia Editora de Pernambuco)[2]
- 2022 - “Caçuá de sentimentos”, Editora Coqueiro.

### CDs
- 2009 - CD de Poesias Declamadas, "Causos e Cordéis" (Parceria com o Poeta Felipe Júnior)
- 2015 - CD de Poesias Declamadas, "Causos e Cordéis 2" (Parceria com o Poeta Felipe Júnior)[8]
- 2020 - CD de Poesias declamadas, "Ismael Gaião - 30 anos de cordel".

## Prêmios e Indicações
| Ano  | Prêmio                                                         | Categoria                                                                | Indicação                                             | Resultado                     | Ref.  |
| ---- | -------------------------------------------------------------- | ------------------------------------------------------------------------ | ----------------------------------------------------- | ----------------------------- | ----- |
| 2009 | 4ª Recitata da Fundação Cultura da Cidade do Recife            | Concurso de poesia declamada: Juri Popular                               | Poema "Menino de Rua"                                 | 1º lugar                      | [ 9 ] |
| 2009 | 4ª Recitata da Fundação Cultura da Cidade do Recife            | Concurso de poesia declamada: Juri Técnico                               | Poema "Menino de Rua"                                 | 4º lugar                      |       |
| 2020 | Lei Emergência Cultural Aldir Blanc                            | Poeta popular de Condado                                                 | Reconhecimento cultural                               | Selo de Meu Espaço Minha Raiz |       |
| 2023 | LEI PAULO GUSTAVO Nº 009/23                                    | SALVAGUARDA DAS CULTURAS POPULARES, DOS POVOS E COMUNIDADES TRADICIONAIS | Edital da Lei Paulo Gustavo                           | Deferido                      |       |
| 2025 | 1º Concurso de Cordel do Sindicato dos Bancários de Pernambuco | Concurso de cordel do Sindicato dos Bancários de Pernambuco.             | Cordel “A classe trabalhadora fez história no Brasil” | 3º lugar                      |       |
| 2025 | .                                                              |                                                                          |                                                       |                               |       |